# Bat micva

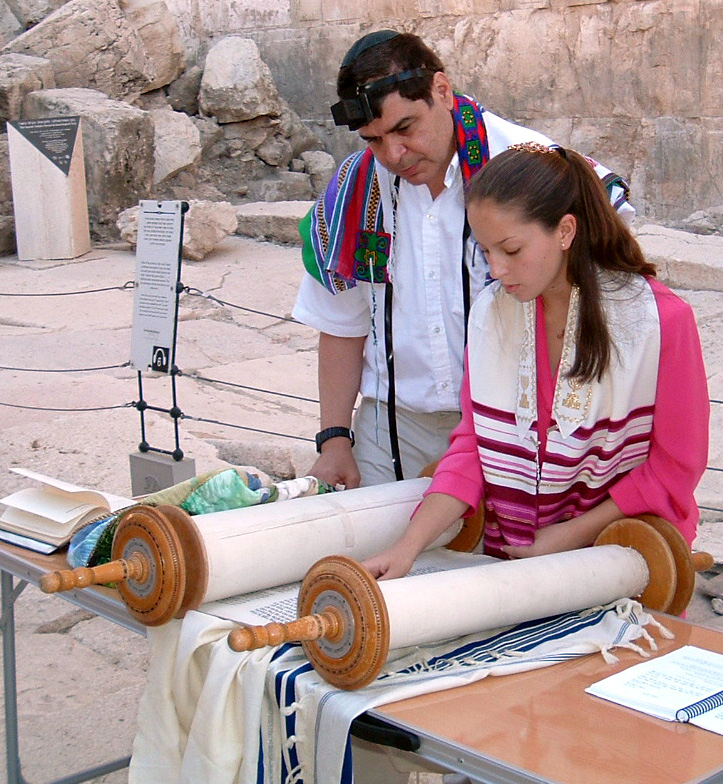
Čtení Tóry během obřadu Bat micva

Bat micva (hebrejsky בת מצווה‎ doslova "dcera přikázání") je židovský náboženský obřad, během kterého židovská dívka vstupuje do období dospělosti. Je obdobou obřadu bar micva u chlapců. V závislosti na tradici se slaví ve 12. (častěji) nebo 13. roce života dívky.

## Historie a vývoj obřadu
První bat micva se konala 18. března 1922 v New Yorku. Vedl ji rabín Mordechaj Menachem Kaplan pro svou dceru Judith Kaplanovou. Kaplanovo hnutí se později vyvinulo v rekonstruktivní judaismus.
V dnešní době obřad bat micva kromě rekonstruktivistů praktikují také reformátoři, liberální judaisté a velká část konzervativních judaistů.
V některých židovských komunitách jsou tyto obřady podobné obřadu bar micva u chlapců. Dívky dostávají talit (modlitební plášť) i tfilin (modlitební řemínky), někdy pouze talit či ani jedno ani druhé. Jsou však počítány do minjanu, tedy do minimálního počtu deseti přítomných věřících, bez něhož se nesmí konat žádná veřejná pobožnost.
Velká většina ortodoxních komunit obřad bat micva odmítá jako inovaci v náboženství, ale i zde se vstup dívek do dospělosti mnohdy oslavuje alespoň symbolickým obřadem v soukromí domova. Dívky zde ovšem nejsou volány k Tóře ani počítány do minjanu. V posledních letech se ale i v těchto komunitách oslavy bat micva konají stále častěji a mají také podporu významných rabínských autorit.